# Rišňovce
Rišňovce (maďarsky Récsény) jsou obec na Slovensku v okrese Nitra. Obec se nachází v Nitranské pahorkatině v západní části okresu Nitra, asi 18 km severozápadně od okresního města. Obcí procházuí silnice II/513 z Hlohovce do Nitry a železniční trať Leopoldov–Kozárovce.

## Historie
Nejstarší zachovaná písemná zmínka o osadě Rechen pochází z roku 1272 a už o dva roky později se uvádí, že obec je v majetku rodu Rišňovských, kteří území vlastnili do 16. století. Dolné Rišňovce se v listinách zmiňují v roce 1332, Horné Rišňovce v roce 1388. Situace v okolí se zhoršila po bitvě u Moháče, která přinesla postupné nájezdy a plenění ze strany Turků. Horné Rišňovce byly zpustošeny a vypáleny v roce 1576, Dolné Rišňovce potkal podobný osud v roce 1599. Současná obec vznikla v roce 1925 sloučením obcí Dolné Rišňovce a Horné Rišňovce.
Tragické události první (40 padlých) a druhé světové války (9 domácích a 39 sovětských padlých vojáků) připomíná pamětní deska.

## Pamětihodnosti
- renesanční zámeček z 2. poloviny 16. století[4] – po bitvě u Slavkova v něm přenocoval maršál Kutuzov
- kostel Nejsvětější Trojice z roku 1775[5][6]